# Plocamionida gaussiana
Plocamionida gaussiana är en svampdjursart som först beskrevs av Jörn Hentschel 1914.  Plocamionida gaussiana ingår i släktet Plocamionida och familjen Hymedesmiidae. Inga underarter finns listade i Catalogue of Life.